# Тарануха Ростислав Ярославович
Ростислав Ярославович Тарануха (нар. 26 січня 1997, Лубни, Полтавська область, Україна) — український футболіст, півзахисник київської «Оболоні».

## Клубна кар'єра

### Ранні роки
Народився в місті Лубни, Полтавська область. Вихованець молодіжної академії київського «Динамо», в якій займався з 6-річного віку. Перший тренер — Віктор Йосипович Кащей. Окрім першої команду у ДЮФЛУ, також виступав за фарм-клуби киян «Динамо-3» (2007) та «Динамо-2» (2008). Починаючи з сезону 2013/14 років виступав за юніорську (U-19) команду киян, у 2014 році також дебютував у молодіжній команді «Динамо». З кожним наступним сезоном отримував дедалі більше ігрового часу в молодіжній команді. У сезоні 2015/16 років виступав у складі киян в Юнацькій лізі УЄФА (5 матчів, 1 гол), допоміг команді тріумфувати у вище вказаному турнірі. А в сезоні 2016/17 років вже грав виключно в молодіжній команді. На початку червня 2016 року підписав з «Динамо» новий 1-річний контракт. 1 липня 2017 року, так і не зіграши жодного офіційного матчу за першу команди, вільним агентом залишив розташування київського клубу.

### ПФК «Суми»
15 березня 2018 року підписав контракт з «Сумами». Дебютував у футболці «професіоналів» 26 березня 2018 року в переможному (4:0) виїзному поєдинку 24-го туру проти харківського «Геліоса». Ростислав вийшов на поле в стартовому складі, а на 65-й хвилині його замінив Ярослав Рафальський. Дебютним голом за «Суми» відзначився 28 липня 2018 року на 32-й хвилині (з пенальті) переможного (3:1) домашнього поєдинку 2-го туру Першої ліги проти кропивницької «Зірки». Тарануха вийшов на поле в стартовому складі, на 46-й хвилині отримав жовту картку, а на 76-й хвилині його замінив Павло Гордійчук. У складі сумського колективу зіграв 12 матчів у Першій лізі, в яких відзначився 2-ма голами.

### «Полісся» (Житомир)
На початку березня 2019 року підсилив «Полісся». Дебютував у футболці житомирського клубу 6 квітня 2019 року в переможному (2:0) домашньому поєдинку 18-го туру групи А Другої ліги проти тернопільської «Ниви». Ростислав вийшов на поле в стартовому складі та відіграв увесь матч. У червні 2020 року підписав новий 1-річний контракт з «Поліссям». Загалом у складі житомирського клубу зіграв 6 матчів у Другій лізі України.

### «Кремінь»
24 липня 2019 року уклав договір з «Кременем». Дебютував у футболці кременчуцького клубу 3 серпня 2019 року в переможному (1:0) домашньому поєдинку 2-го туру Першої ліги проти запорізького «Металурга». Тарануха вийшов на поле на 71-й хвилині, замінивши Романа Локтіонова. Дебютним голом за «Кремінь» відзначився 19 жовтня 2019 року на 57-й хвилині нічийного (1:1) виїзного поєдинку 14-го туру Першої ліги проти «Балкан». Ростислав вийшов на поле в стартовому складі та відіграв увесь матч. У першій лізі чемпіонату України за «Кремінь» зіграв 12 матчів та відзначився 2-ма голами. Наприкінці січня 2020 року залишив «Кремінь».

### «Черкащина»
Наприкінці лютого 2020 року підписав контракт з «Черкащиною». Дебютував у складі нової команди 25 червня 2020 року в програному (0:1) виїзному поєдинку 20-го туру Першої ліги проти «Балкан». Тарануха вийшов на поле в стартовому складі, а на 87-й хвилині його замінив Артем Цурупін. Єдиним голом за черкаський клуб відзначився 23 липня 2020 року на 52-й хвилині програного (2:6) домашньому поєдинку 26-го туру Першої ліги проти «Минаю». Ростислав вийшов на поле в стартовому складі та відіграв увесь матч. У футболці «Черкащини» в Першій лізі зіграв 18 матчів (1 гол), ще 2 поєдинки у плей-оф за право збереження місця в Першій лізі. Проте за підсумками сезону черкаський клуб вилетів до Другої ліги, а Ростислав Тарануха покинув команду.

### Повернення в «Полісся»
На початку вересня 2020 року повернувся до «Полісся». У футболці житомирського клубу дебютував 12 вересня 2020 року в нічийному (0:0) домашньому поєдинку 2-го туру Першої ліги проти рівненського «Вереса». Тарануха вийшов на поле на 81-й хвилині, замінивши Дениса Галенкова.

## Кар'єра в збірній
Виступав за юнацькі збірні України U-15 та U-16. У футболці юнацької збірної України (U-17) дебютував 19 жовтня 2013 року в програному (1:2) виїзному товариському поєдинку проти однолітків з Італії. Ростислав вийшов на поле в стартовому складі, на 39-й хвилині відзначився голом, а на 67-й хвилині його замінив Дмитро Саутін. З 2013 по 2014 рік зіграв за команду U-17 10 матчів, в яких відзначився 5-ма голами.
У жовтні 2014 року у складі юнацької збірної України (U-18) взяв участь у міжнародному турнірі Lafarge Foot Avenir у Франції. 8 жовтня 2014 року на 16-й та 19-й хвилинах відзначився голами в нічийному (2:2) поєдинку проти однолітків з Уругваю. Допоміг команді посісти друге місце у вище вказаному турнірі.
1 вересня 2015 року отримав дебютний виклик до юнацької збірної України (U-19) на товариський турнір Стевана Вілотіча в Сербії. У футболці юнацької збірної України (U-19) дебютував 10 жовтня 2015 року в нічийному (1:1) виїзному товариському матчі проти юнацької збірної Ірландії (U-19). Тарануха вийшов на поле в стартовому складі, а на 46-й хвилині його замінив Олексій Гуцуляк. У складі юнацької збірної України U-19 зіграв 5 матчів.